# Tirelagüe (ruisseau)
Le Tirelagüe est un ruisseau du département français des Landes d'une longueur de 13,9 km. Sur une partie de son cours, il porte le nom de canal de Ceyrolles (Cèiròlas en gascon). Il est un affluent rive gauche du Courant de Mimizan.

## Présentation
Il prend sa source sur la commune de Bias, il alimente l'étang de Bourg-le-Vieux dont il est également l'émissaire et il se jette dans le Courant de Mimizan dont il est le dernier affluent, à hauteur du lieudit Les Trois Pignes dans la commune de Mimizan. Il alimente partiellement la lagune de Tirelagüe et le lavoir de Bel Air (1828).
Le pont de pierre à l'aval du lavoir a été construit en 1850, antérieurement aux ponts Rouge (1879), de la Plage (1907) et des Trounques (1931) sur le Courant. Il permettait le franchissement du Tirelagüe par le vieux chemin de la mer, menant aux lettes et dunes du sud.

## Historique
Le cours d'eau ne figure ni sur la carte de Belleyme ni sur la carte de Cassini datant toutes deux du XVIIIe siècle.
Sur une carte du début du XIXe siècle montrant des semis, il apparaît sous le nom de « ruisseau du vieux bourg ». Puis, selon les auteurs (Départ, Dourthe, Goyheneche), il prend  le nom de ruisseau de Petit Jean, de Meric (sans doute à cause du tuc de Méryc) ou de Tirelagune. Sur une carte de 1806, il se jette dans le ruisseau de Notre-Dame, en attendant d’être détourné par la dune du vieux bourg.

## Intérêt écologique

### Classement
Le ruisseau fait partie du site Natura 2000 FR7200714 - Zones humides de l'arrière dune du Pays de Born et de Buch.

### Forêt galerie
Dans le pays de Born, la forêt galerie, également nommée ripisylve, s'est formée naturellement à partir du milieu du XIXe siècle et l'abandon progressif du système agro-pastoral dans les Landes de Gascogne. Cette ripisylve est définie comme l'ensemble des formations boisées présentes sur les rives des cours d'eau. Elle remplit diverses fonctions :
- sur l'érosion : en freinant l'écoulement de l'eau et en créant un réseau dense de racines qui fixent les matériaux constituant les berges, elle limite le phénomène d'érosion et préserve les terrains riverains
- sur la qualité de l'eau : la végétation a un rôle de filtre des matières en suspension. Les eaux de ruissellement de surface traversent les boisements qui fixent, utilisent ou permettent la transformation des polluants organiques, préservant ainsi la qualité de l'eau des nappes et des cours d'eau. Le système radiculaire de la ripisylve constitue ainsi un filtre efficace contre certains polluants (phosphates et nitrates d'origine agricole ou urbaine)
- sur la faune : les berges des rivières sont des habitats essentiels pour de nombreuses espèces d'insectes, d'amphibiens, reptiles, oiseaux et mammifères. La végétation leur apporte la nourriture, les abris contre les intempéries et les prédateurs, ainsi que les zones de reproduction indispensables à leur développement. Pour les habitants de la rivière (poisons, insectes), les racines et les radicelles servent d'abri contre le courant et les prédateurs
- sur le paysage : les paysages liés au cours d'eau sont attractifs. Bien souvent, le cours d'eau lui même n'est pas visible directement, c'est le cour végétal qui marque sa présence. La ripisylve ou forêt galerie contribue à la qualité du cadre de vie[3]

## Galerie

Cours
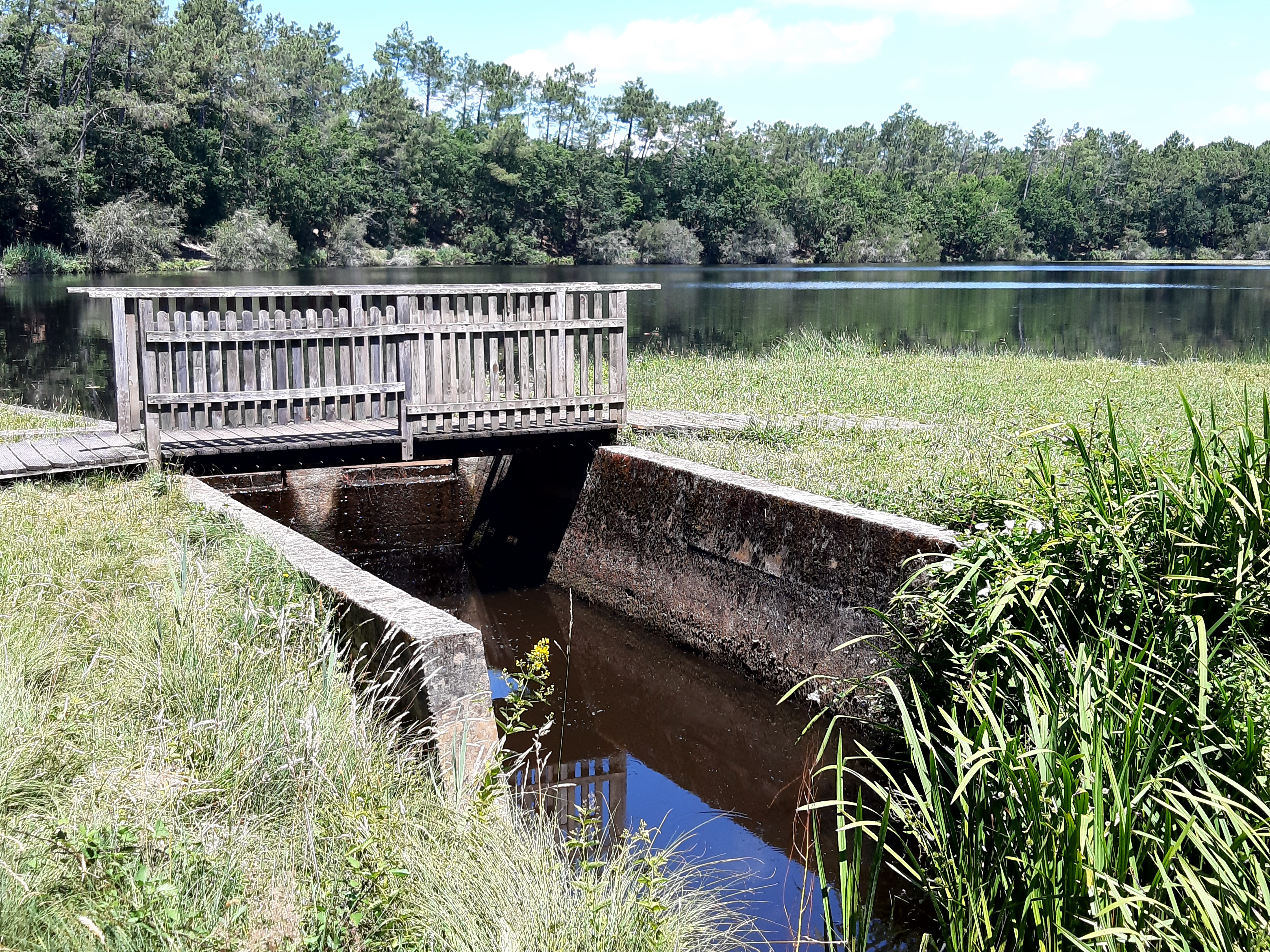
Canal de Ceyrolles, exutoire de l'étang de Bourg-le-Vieux à Bias.
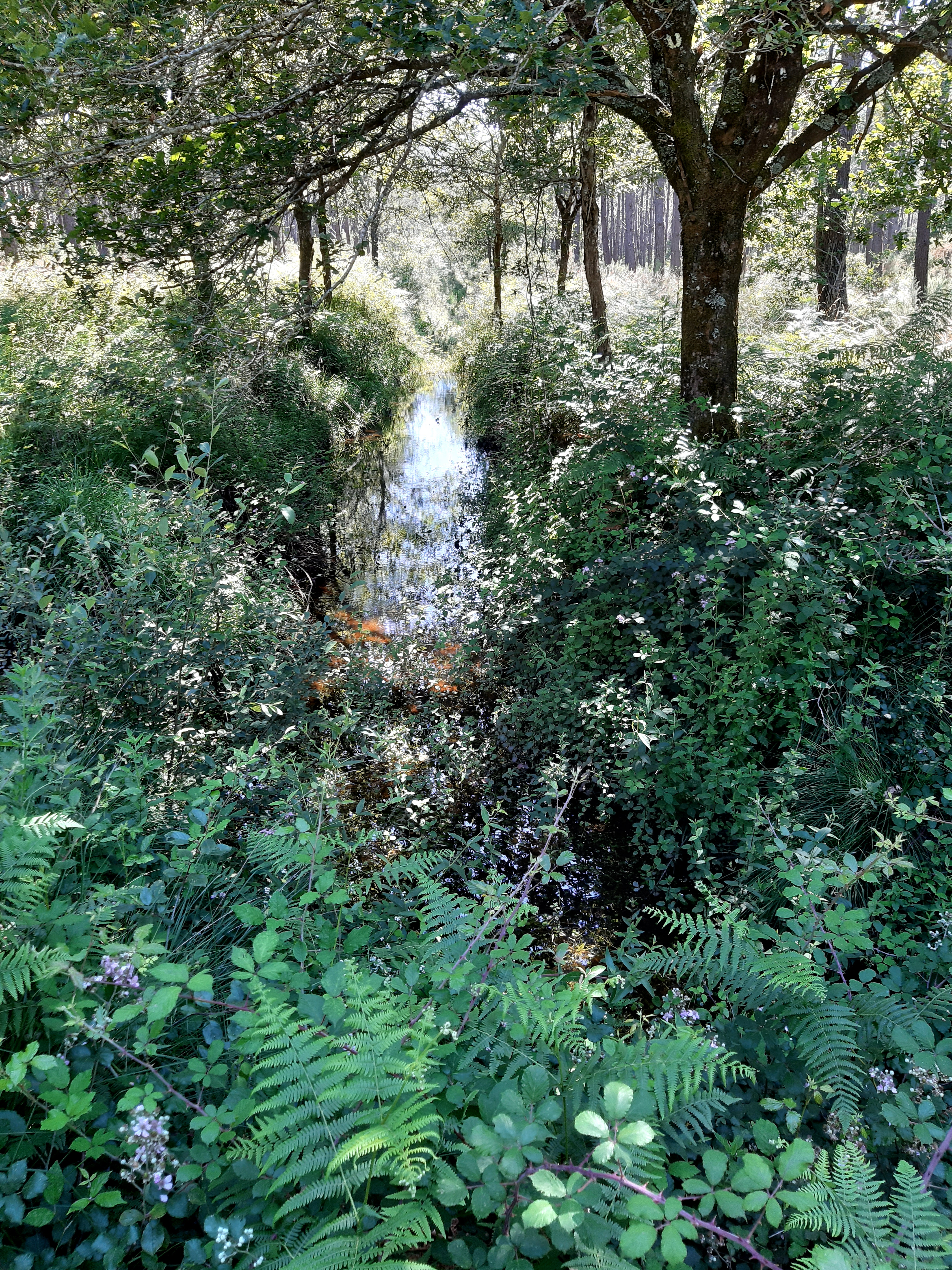
Canal de Ceyrolles à proximité immédiate de la lagune de Tirelagüe.
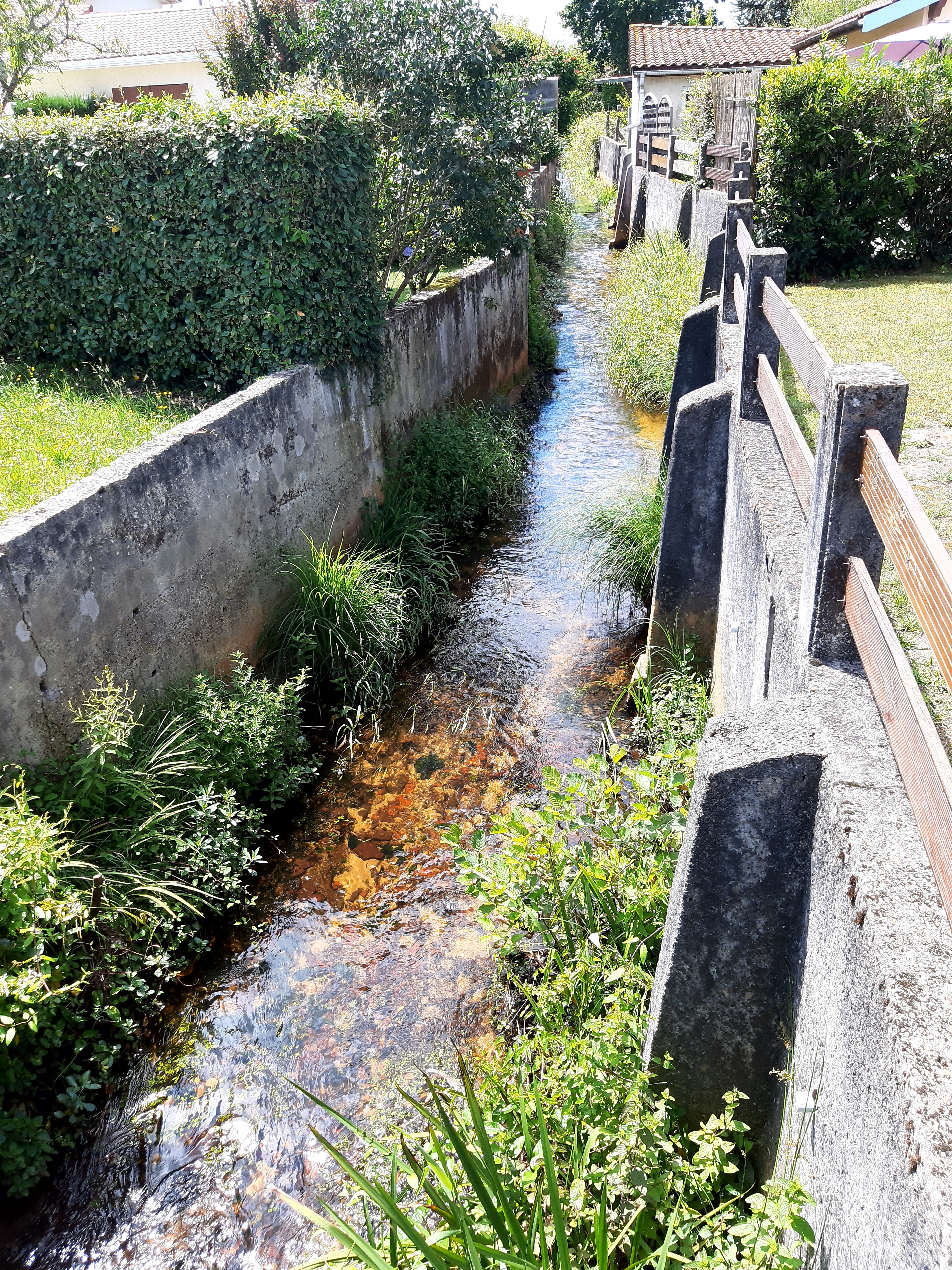
Tirelagüe traversant le quartier des Castors à Mimizan.

Lavoir de Bel Air
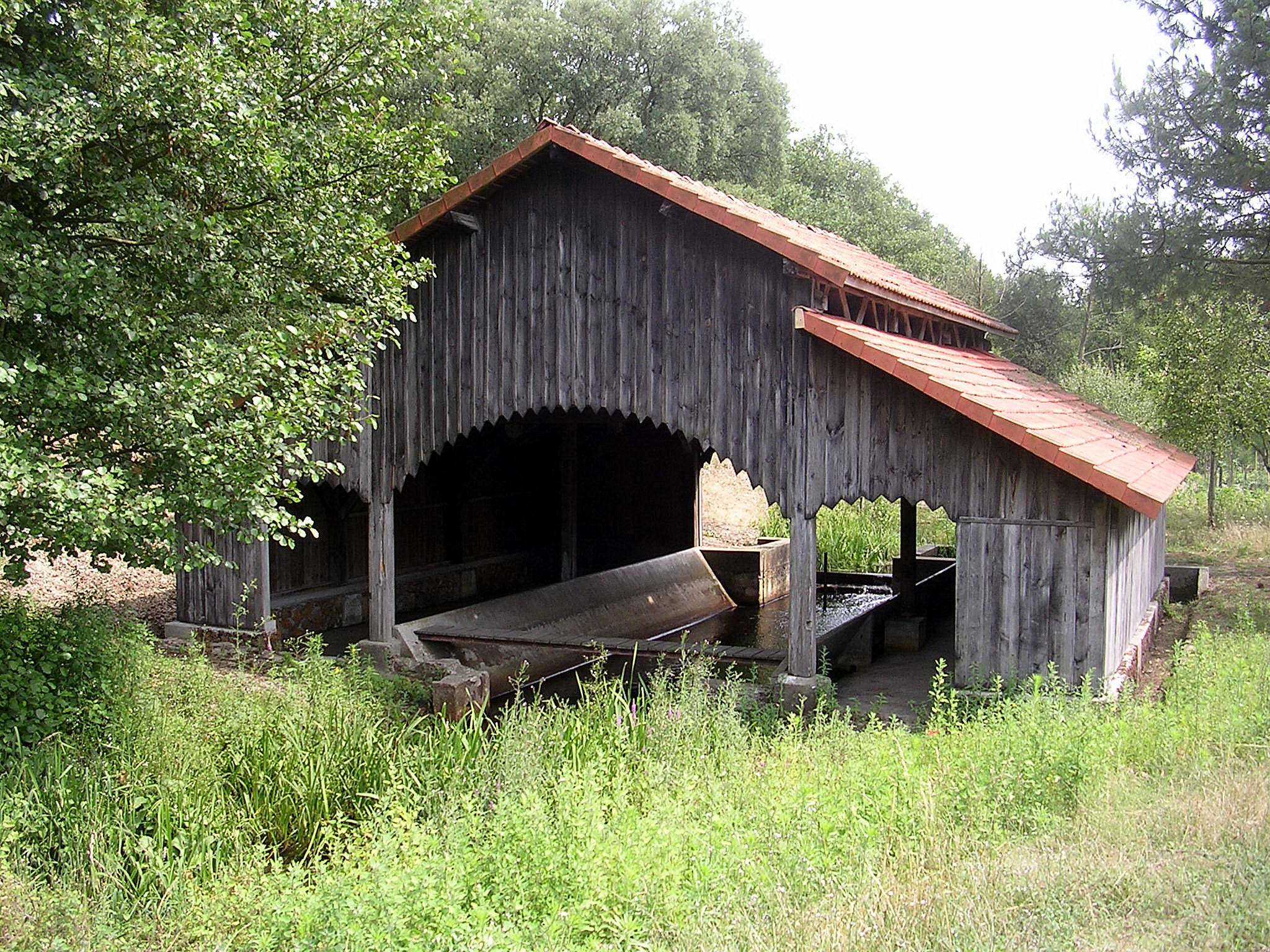
Le lavoir de Bel Air.
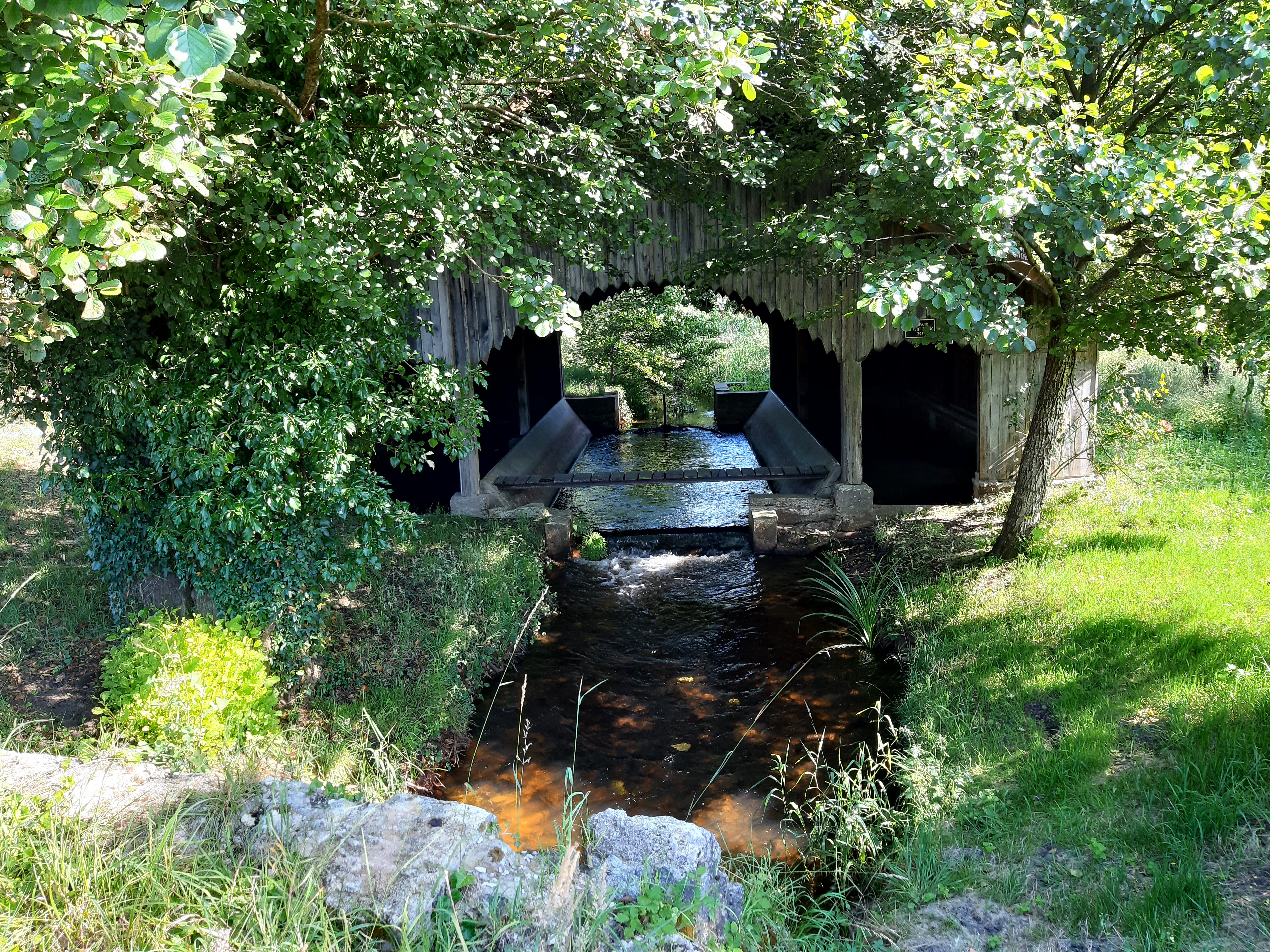
Tirelagüe alimentant le lavoir de Bel Air à Mimizan.
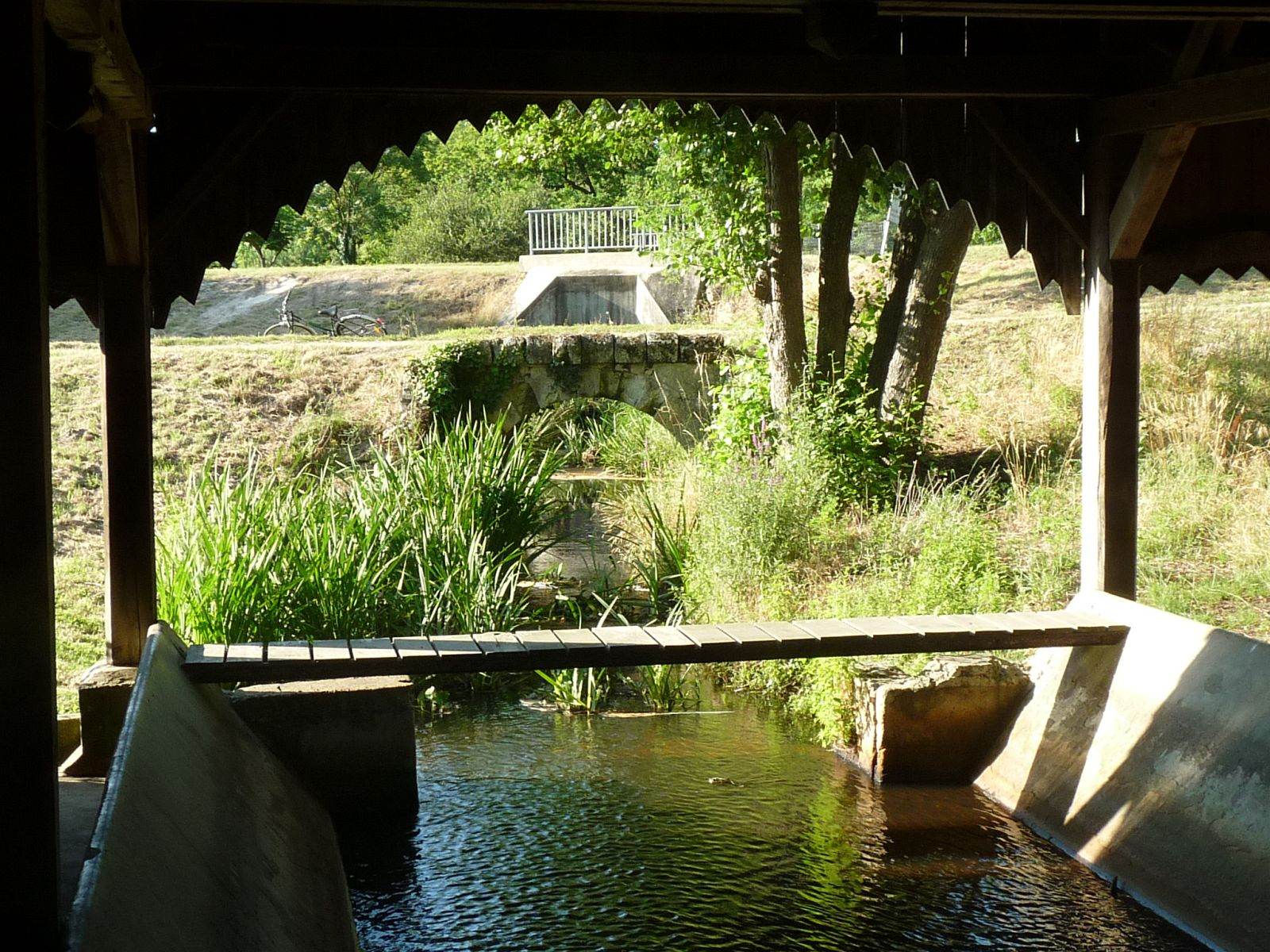
Pont de pierre de 1850 (prise de vue sous le lavoir).

## Affluents
Le Tirelagüe est alimenté par quatre affluents, tous situés sur sa rive droite.

### Ruisseau du Bourg
Le ruisseau du Bourg est un cours d'eau long de 3,8 km. Il prend sa source dans la commune de Mimizan, au sud de l'aérodrome de Mimizan et il se jette dans le Tirelagüe, dont il est le premier affluent rive droite, sur la commune de Bias.

### Maoudinat
Le Maoudinat est un ruisseau dont le cours est de 4,1 km. Il prend sa source dans la commune de Bias et il se jette dans le Tirelagüe, dont il est le deuxième affluent rive droite, sur la commune de Mimizan.

### Archus
L'Archus est un ruisseau d'une longueur de 3,1 km, dont le cours est entièrement inscrit sur la commune de Mimizan. Il prend sa source dans le quartier du même nom, dans le sud de la commune. Il est le troisième affluent rive droite du ruisseau de Tirelagüe, qui porte sur cette section le nom de canal de Ceyrolles.
Au XIXe siècle, le ruisseau Archus et la craste dite « de Crastiou », venant tous deux de l'Est, alimentent la lagune de Tirelagüe. Par la suite, le ruisseau de Tirelagüe, aménagé sur sa partie amont en canal de Ceyrolles, est relié à la lagune et l'Archus devient un de ses quatre affluents.

### Chéou
Le Chéou est un ruisseau dont le cours de 1,7 km est entièrement inscrit dans la commune de Mimizan. Il prend sa source dans le quartier du même nom et il est le quatrième et dernier affluent rive droite du Tirelagüe.

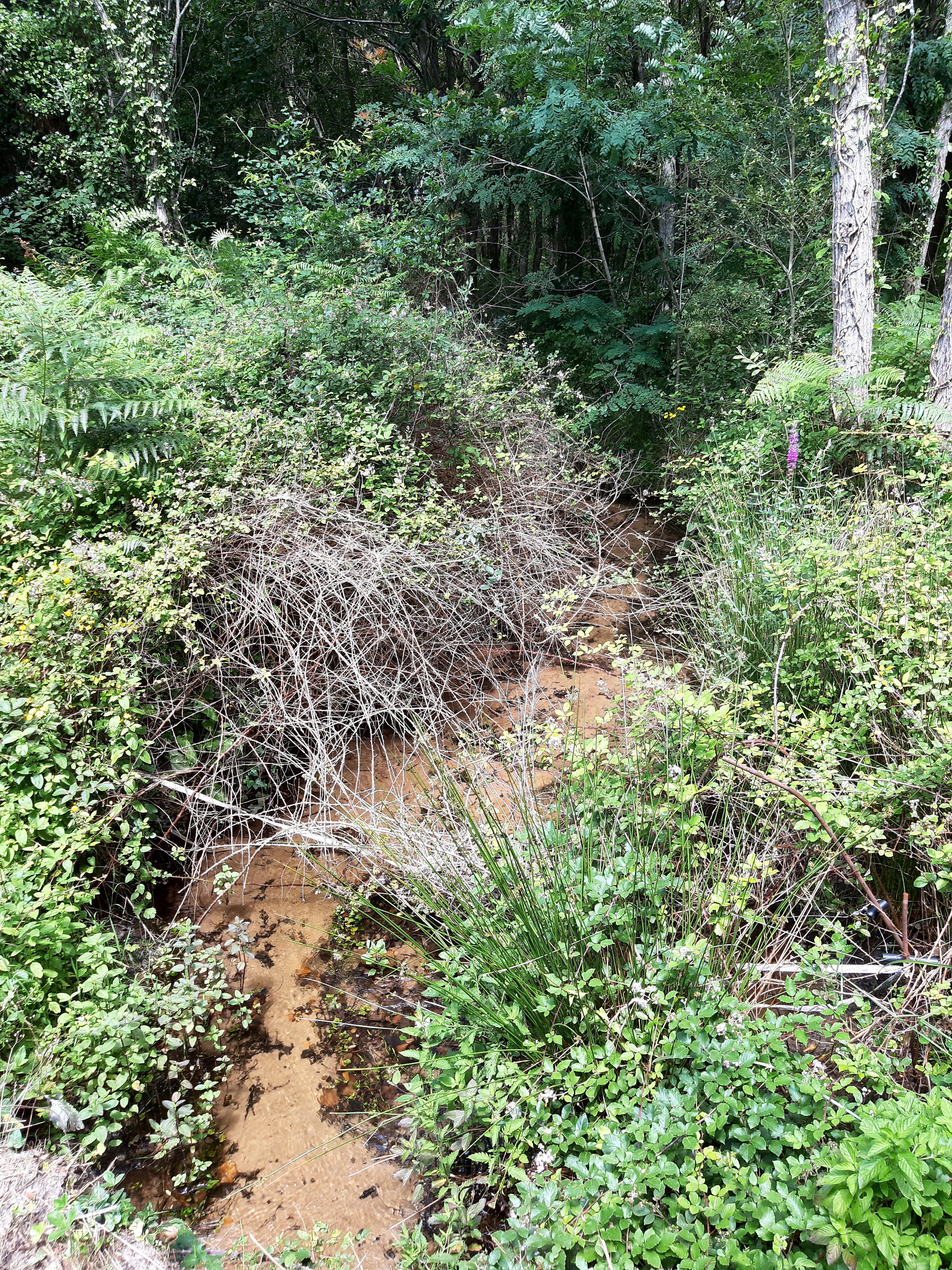
Ruisseau Archus.
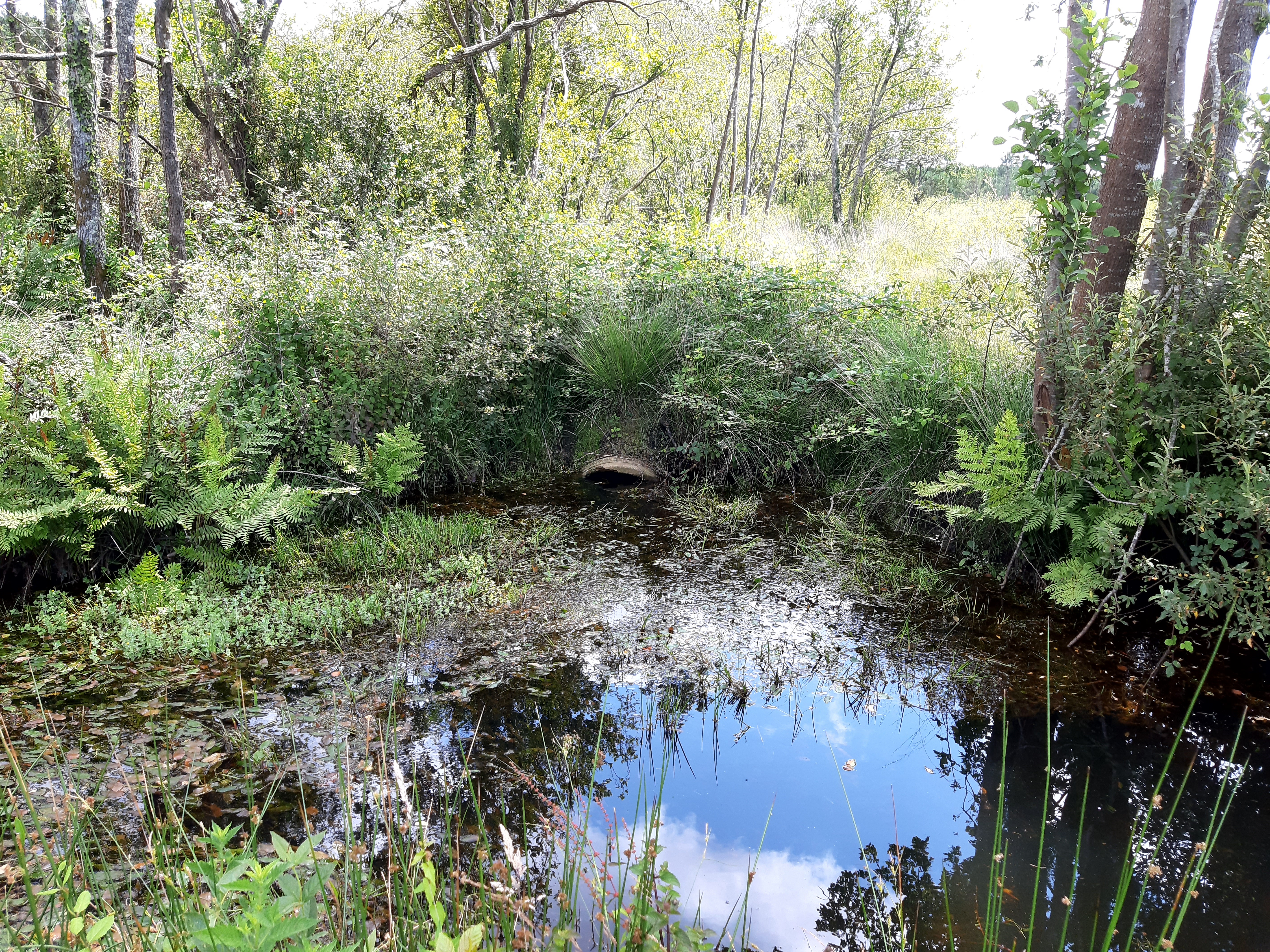
Ruisseau de Chéou, confluence avec le Tirelagüe.